# Praça do Teucro
A Praça do Teucro (Plaza de Teucro) é uma praça de origem medieval situada no coração do centro histórico de Pontevedra (Espanha). É a praça medieval de proporções mais harmoniosas da cidade.

## Origem do nome
O nome actual da praça data de 1843. Tem o nome de Teucro, o mítico fundador da cidade, filho do Rei Télamo (Rei de Salamina), que teria seguido uma sereia, Leucoiña, no exílio, até à Ria de Pontevedra e fundou a cidade. Antes, a praça chamava-se Plaza de la Villa e Plaza Mayor porque era a praça mais central de Pontevedra e a mais importante devido aos pazos das famílias nobres que a rodeavam. Foi também chamada Plaza de Aranda (porque o Marquês de Aranda tinha lá o seu pazo), Plaza del Pan, por causa da venda de pão e dos fornos de pão que ficavam nas proximidades e Plaza de las Semillas, pois as sementes eram aí vendidas quatro vezes por mês. No século XIX, chamava-se também Plaza de la Leche porque ali se vendia leite.

## História
As primeiras menções da praça datam de 1336. Em 1396, já tinha dado o seu nome à rua do Azogue (rúa do Açougue, actual rua Isabel II), que provinha da Basílica de Santa Maria Maior. A praça adoptou a sua configuração actual com os edifícios circundantes no século XVIII.
No início, era conhecida como Plaza del Azogue e foi concebida como um ponto de encontro e um mercado para a venda diária de alimentos. Mais tarde, a praça ficou conhecida como Plaza de la Villa ou Plaza Mayor, pois era a praça principal da cidade onde se concentrava a atividade administrativa: a Câmara Municipal estava aqui localizada e era aqui que as principais famílias nobres tinham os seus pazos. Na parte baixa encontra-se a Rúa Real, que era também a rua e o eixo mais importante da cidade na altura. A praça era também utilizada como palco para espectáculos teatrais, quando não havia teatro na cidade.
Em 1809, a casa central do século XVIII situada a oeste da praça (no número 8) serviu de quartel-general para as tropas francesas de ocupação. O general Franceschi morou lá e o marechal Ney passou lá uma noite. Mais tarde, a partir de 1886, esta casa foi a sede do Banco de Espanha na cidade.
Em 1848, foi montado um pequeno teatro na Plaza de Teucro, até que o Teatro-Liceo foi inaugurado em 1878. A 2 de junho de 1858, o Liceo Casino mudou-se para o Pazo dos Condes de San Román e aí permaneceu até a inauguração do seu próprio edifício a 2 de agosto de 1878.

## Descrição
É uma praça de planta quase rectangular, delimitada por pazos. É uma praça urbana de proporções geométricas, rectangular e ligeiramente irregular no seu lado sul. A Rua Princesa na sua parte superior (separada dela por uma pequena queda) e a Rua Real na sua parte inferior (separada por uma pequena parede, uma fonte e uma balaustrada) fazem fronteira com a praça.
A praça está rodeada por grandes pazos de famílias nobres: a norte o paço de Gago e Montenegro, a leste o pazo do Marquês de Aranda, a sul o palácio dos condes de San Román e a oeste casas nobres com arcadas como a da família Pita.
O pazo do Marquês de Aranda está situado a um nível inferior, ao nível da rua Real. Fechando a parte oriental da praça e em frente deste paço, encontra-se uma fonte monumental de pedra construída em 1970 unida ao pequeno muro que fecha a praça do lado oriental. A praça tem seis bancos de pedra e doze laranjeiras alinhadas simetricamente nos seus lados norte e sul.

## Edifícios notáveis

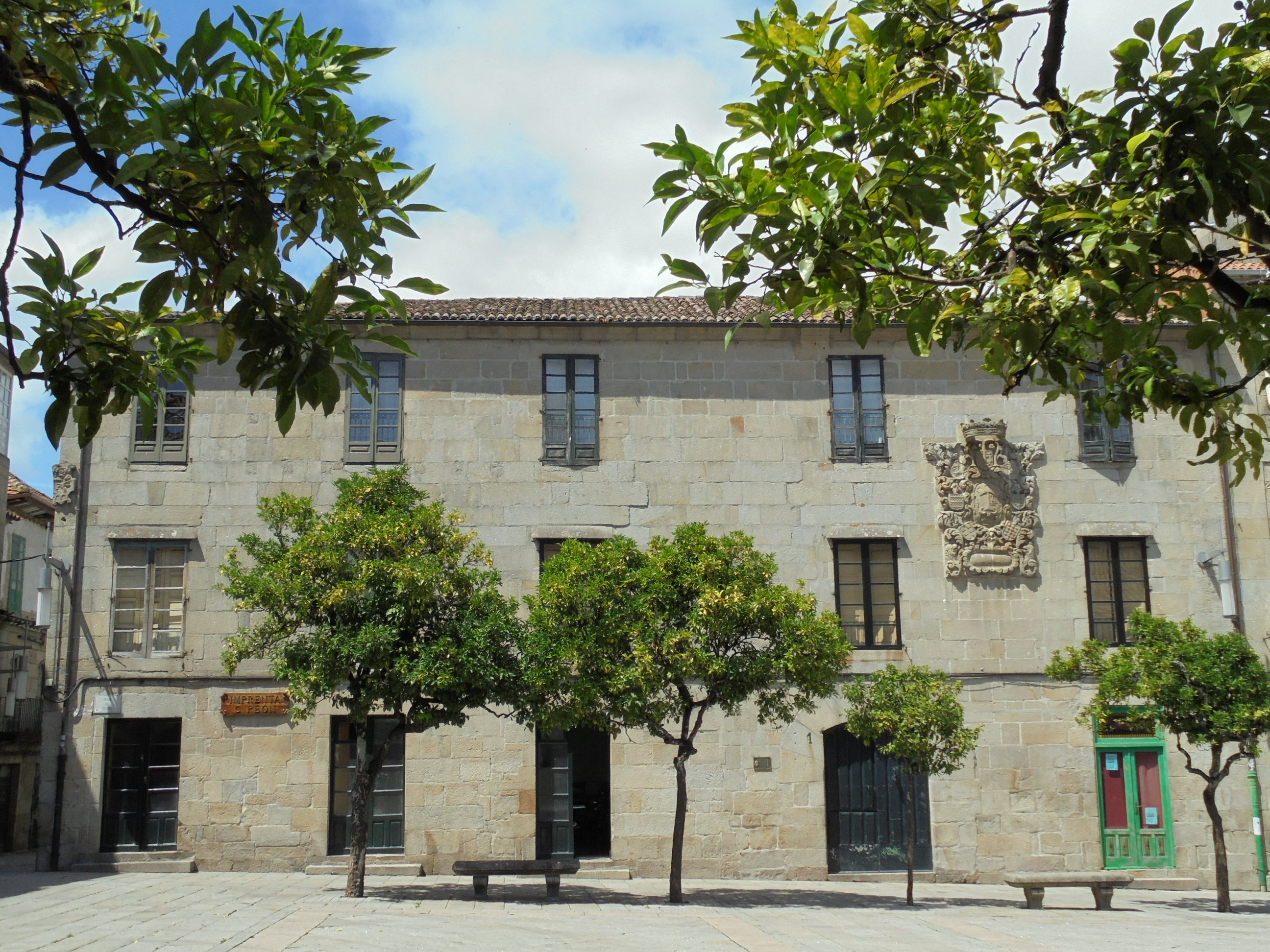
Pazo Gago e Montenegro.

No lado norte da praça fica o Pazo dos Gago e Montenegro, do século XVI, com um arco gótico na porta e cinco aduelas. Na sua fachada tem  o brasão mais imponente da cidade, um grande brasão de pedra barroca de 1716 com oito brasões no interior, ostentando as armas das famílias Gago, Ozores, Tavares, Montenegro, Mendoza, Sotomayor, Oca, Famílias Castro e Sarmiento. Refere-se à ocupação da família Gago como guardiães do portão das muralhas de Pontevedra na torre da ponte do Burgo.  ·  O paço foi reformado no século XVIII por Antonio Félix Tavares de Távora. Tem um rés-do-chão, dois andares superiores e cinco janelas de varanda em cada andar.
No lado leste, no limite da rua Real, está o Pazo do Marquês de Aranda (prefeito do Reino da Galiza) do início do século XVIII, com uma torre com ameias (no início tinha duas torres com ameias nas suas extremidades) e um brasão na sua grande fachada com as únicas figuras de dois tenantes de cada lado num brasão da cidade.

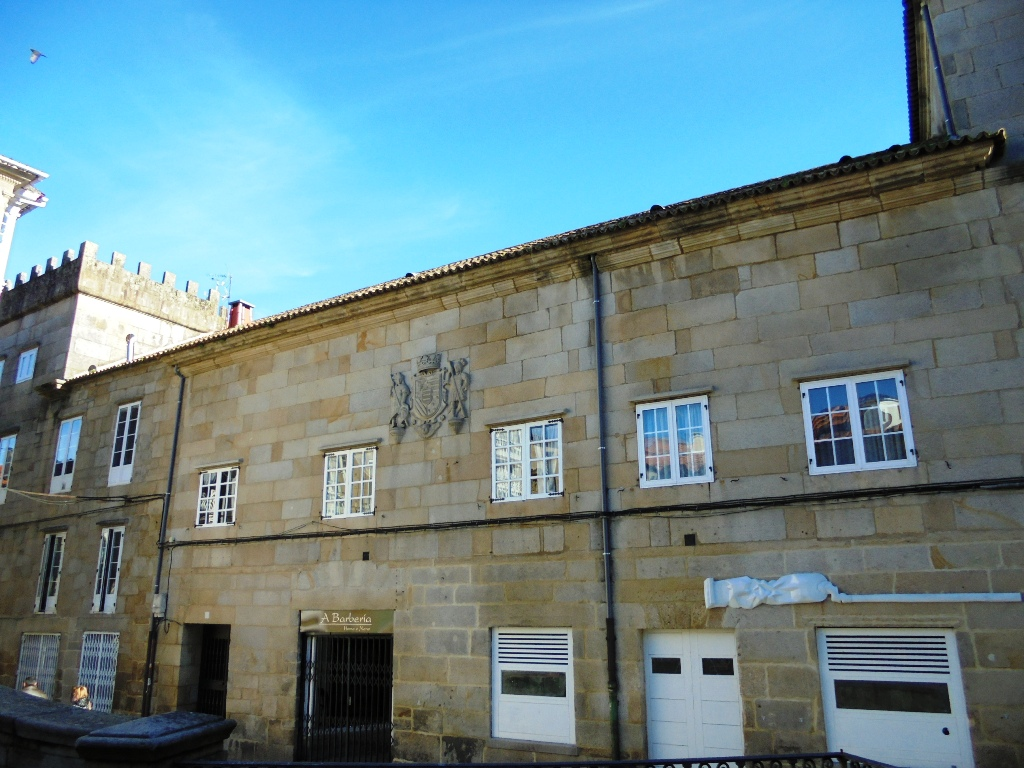
Pazo do Marquês de Aranda

No lado sul da praça encontra-se a fachada posterior do Palácio dos Condes de San Román, datado do século XVII, que era o maior palácio da cidade. A fachada tem agora arcadas muradas e perdeu a sua torre com ameias com seis varandas. Tem colunas de ordem romana toscana. Dentro do palácio há uma pequena capela com um retábulo barroco.
No lado oeste da praça há casas barrocas com brasões e arcadas no rés-do-chão, entre as quais se destaca a casa da família Pita do século XVIII no centro, com uma grande varanda.

## A praça na cultura popular
A tipografia C. Peón está localizada na praça desde janeiro de 1902. Clássicos da literatura galega foram aí impressos, tais como a primeira edição de Os vellos non deben de namorarse de Castelao, em 1953. Outros escritores galegos da época, tais como Celso Emilio Ferreiro e Fermín Bouza Brey, também publicaram ali os seus livros. Pintores como Carlos Sobrino também imprimiram as suas litografias no local.

## Galeria

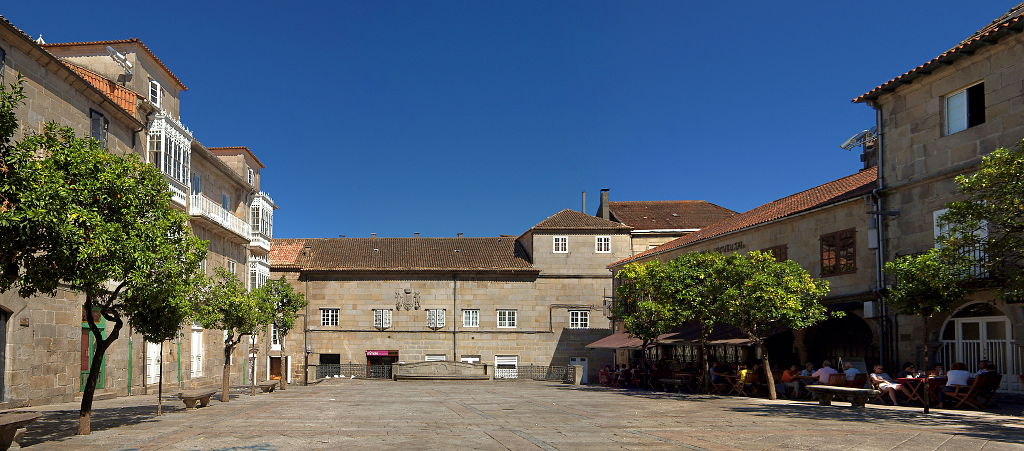
Praça com o Pazo do Marquês de Aranda ao fundo
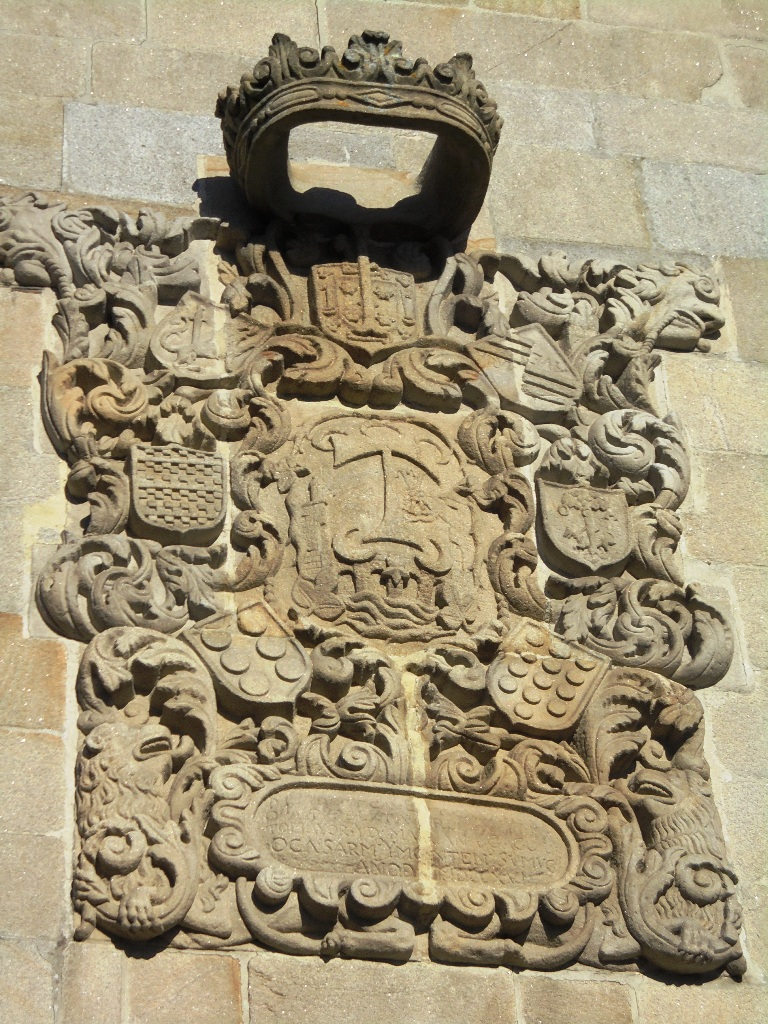
Brasão do Pazo de Gago e Montenegro
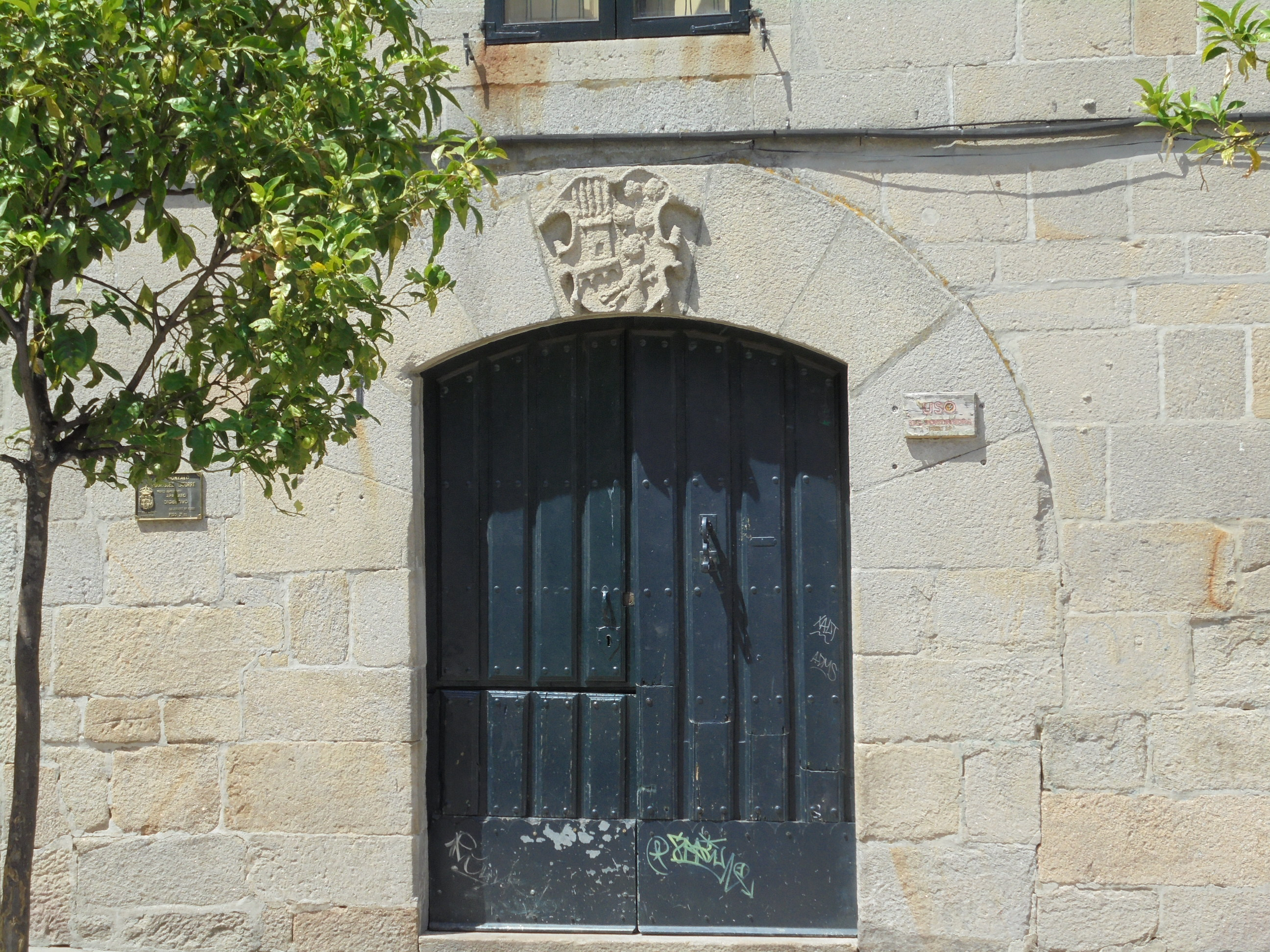
Porta principal do Pazo de Gago e Montenegro
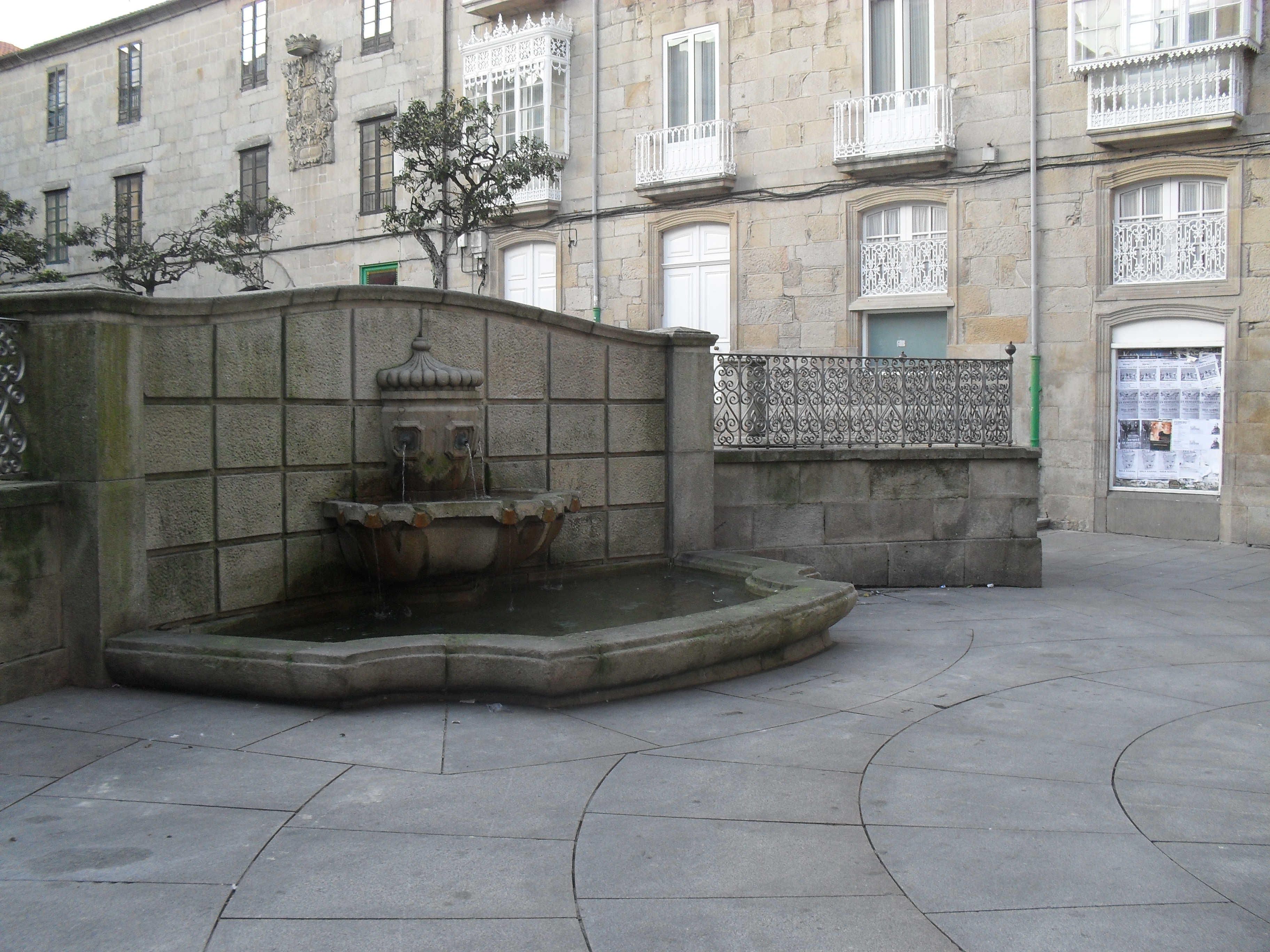
Fonte de pedra
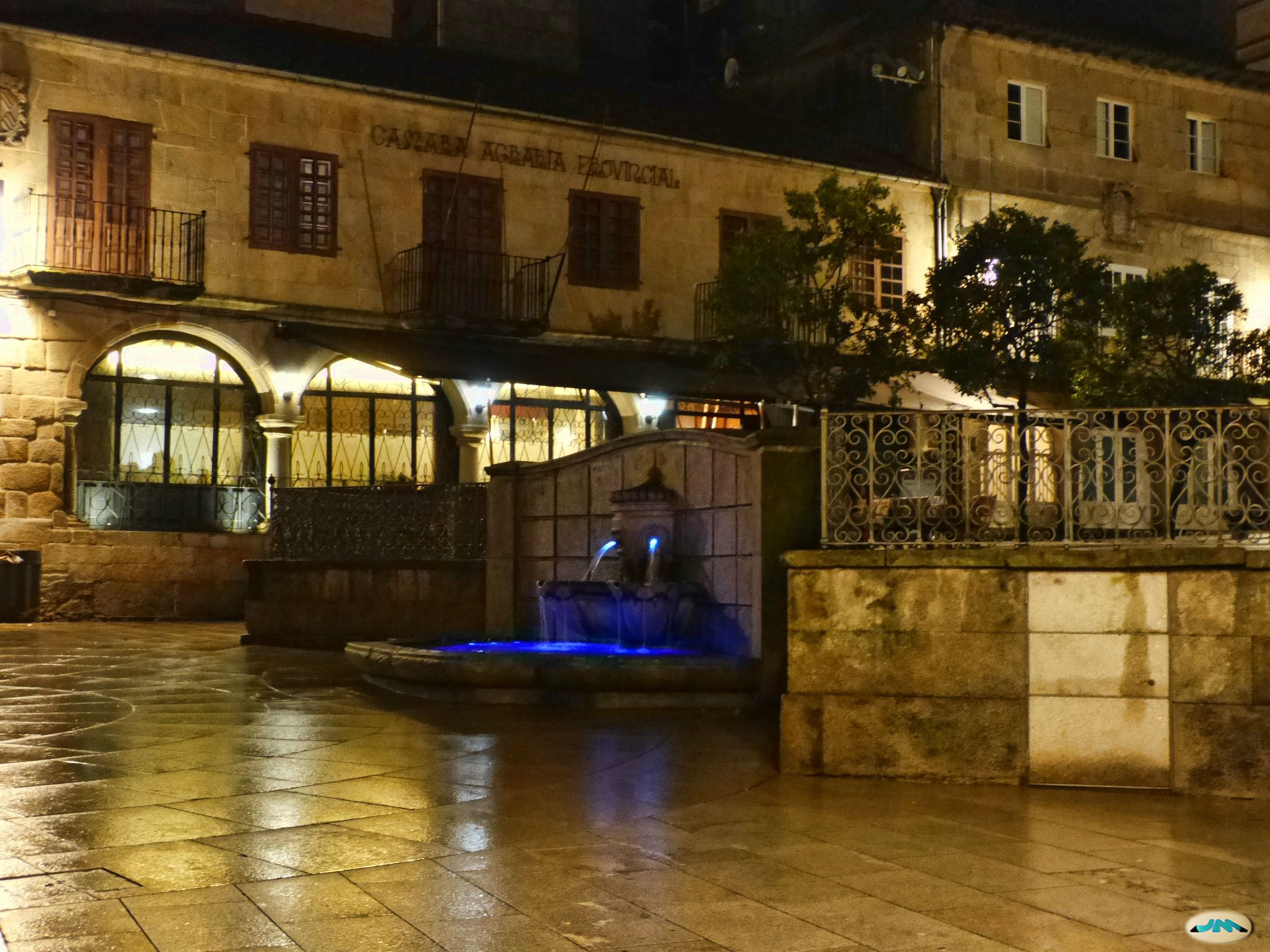
Pazo dos Condes de San Román
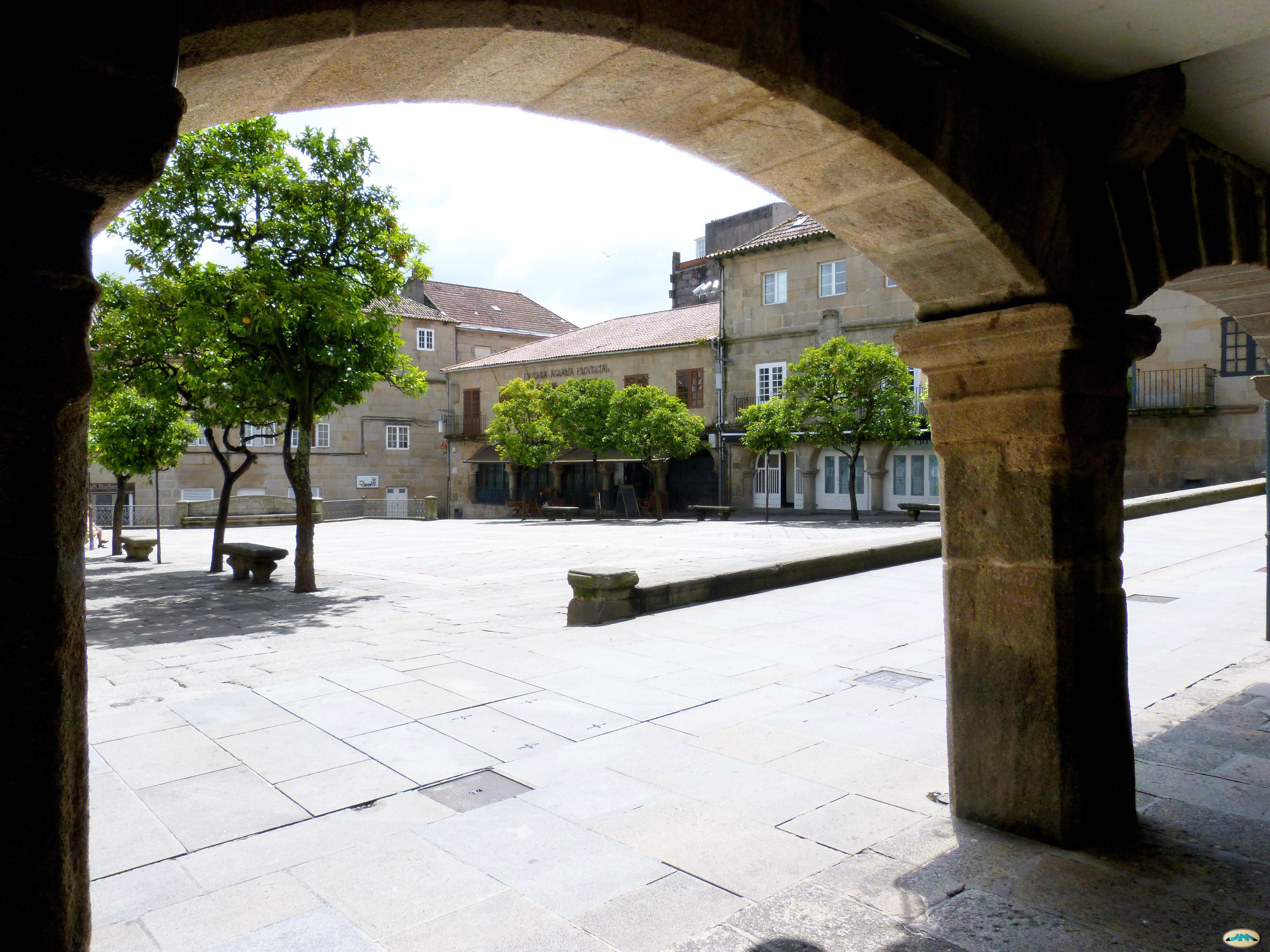
Arcadas do lado oeste
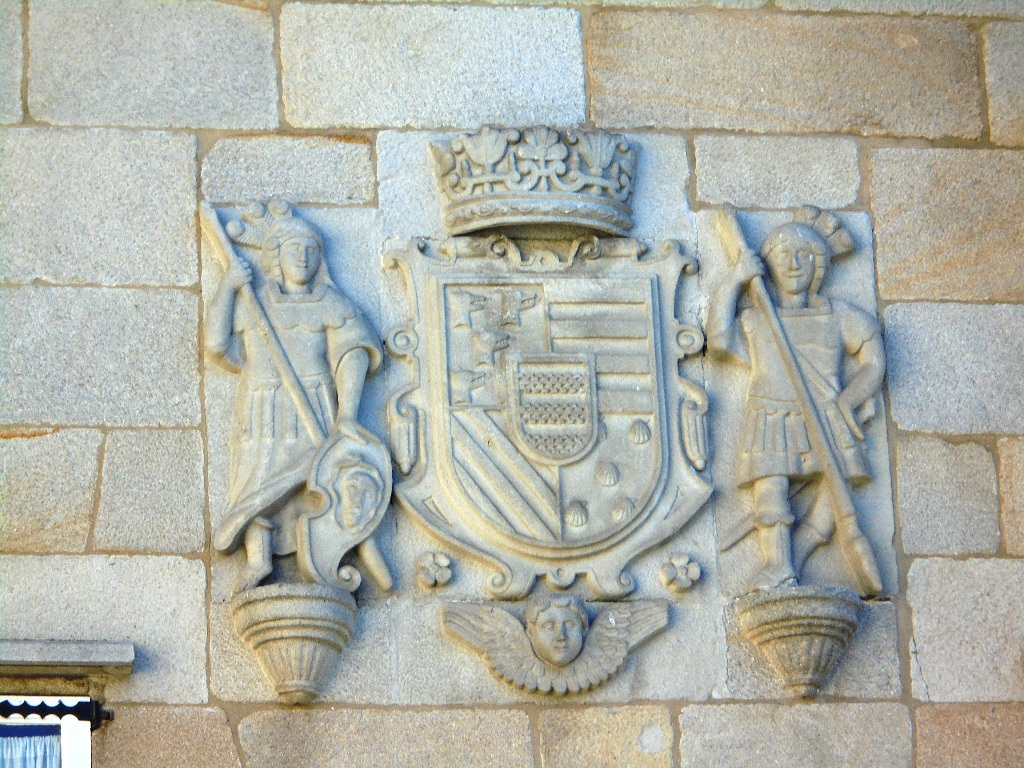
Brasão de armas do Pazo do Marquês de Aranda
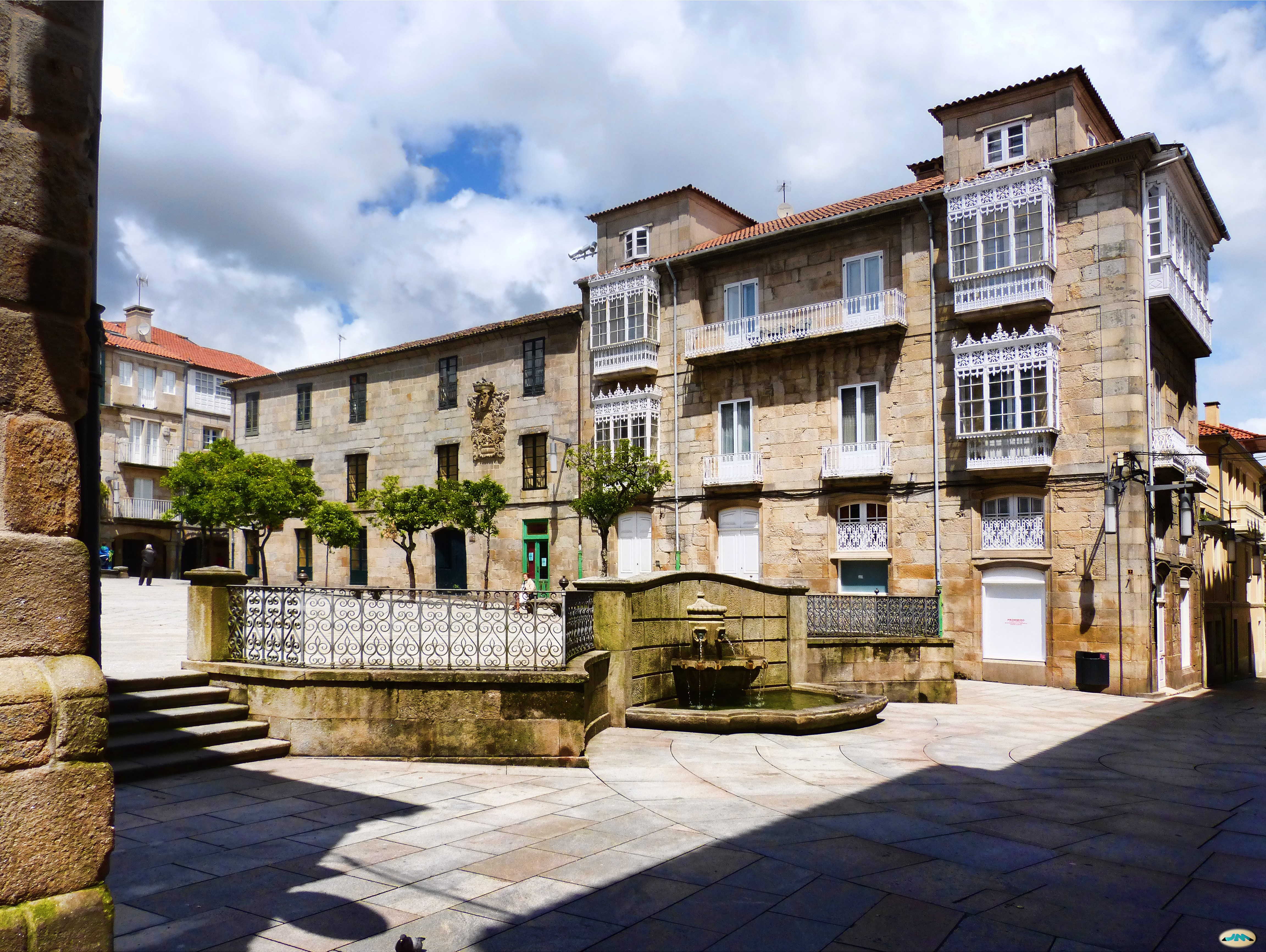
Escadas no lado leste da praça
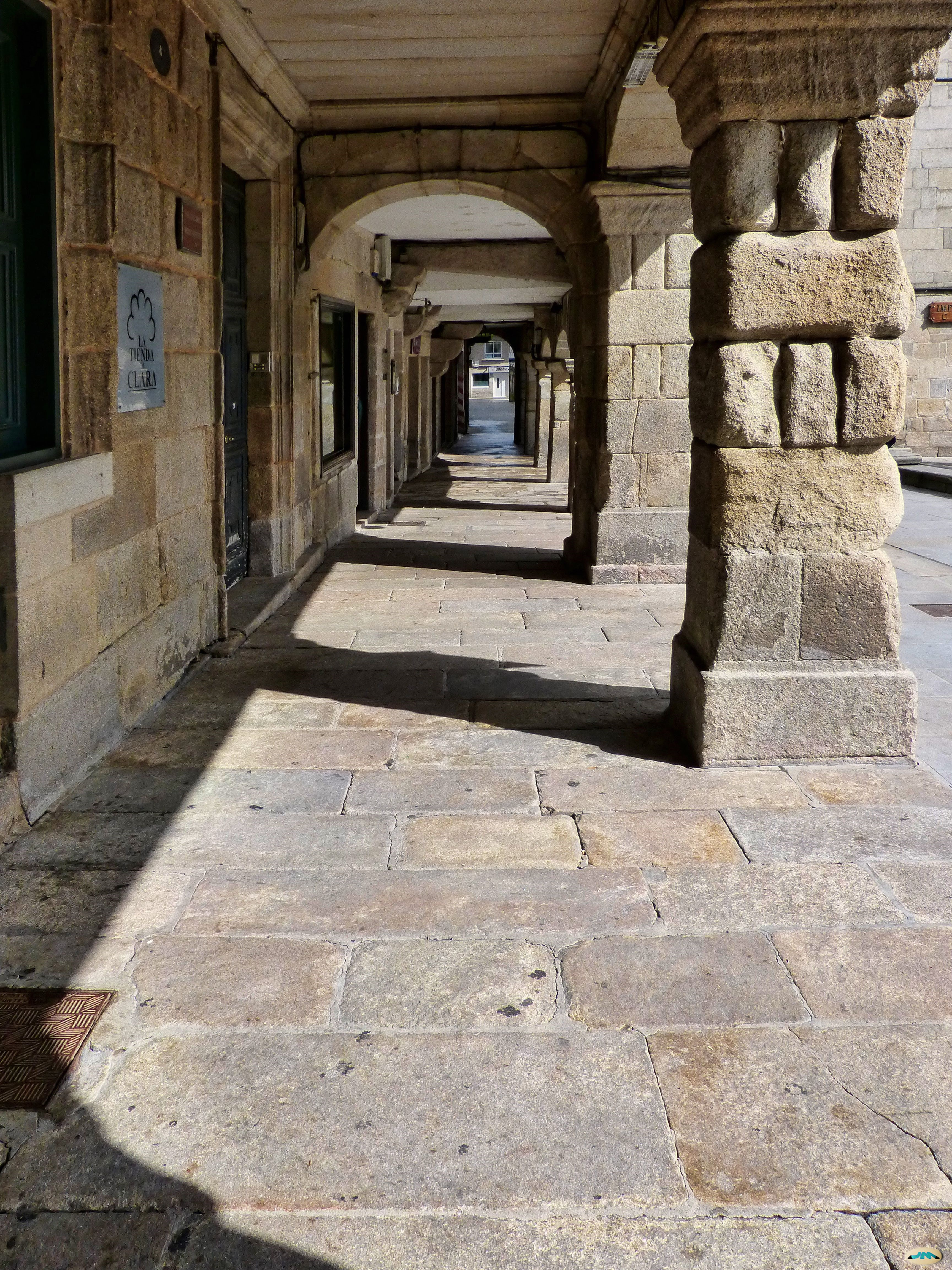
Arcadas
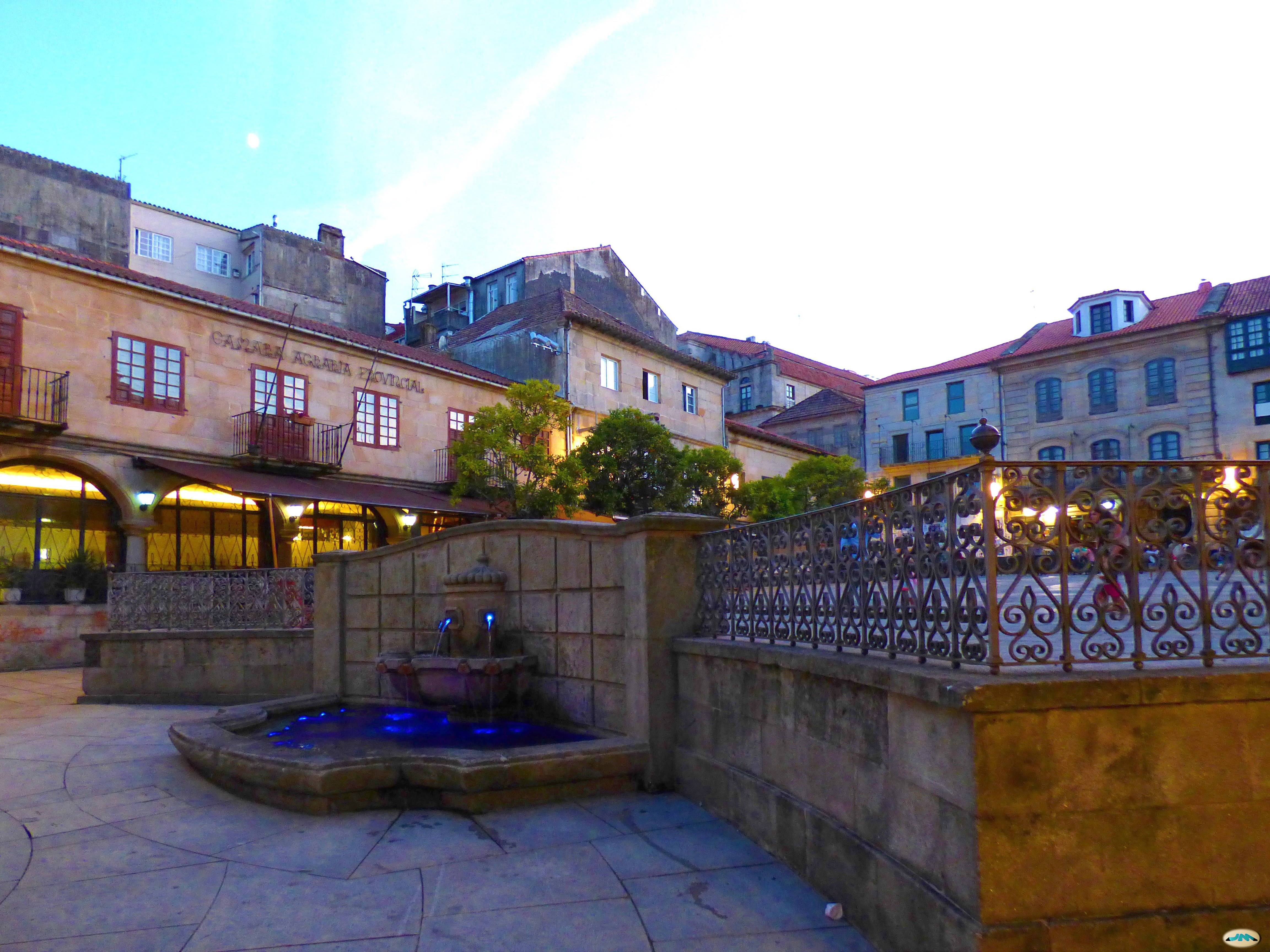
Fonte